# Lexus Nottingham Open 2025
Die Lexus Nottingham Open 2025  waren ein WTA-Tennisturnier der WTA Tour 2025 für Damen und ein ATP-Tennisturnier der ATP Challenger Tour 2025 für Herren in Nottingham und fanden parallel vom 16. bis 22. Juni 2025 statt.

## Damenturnier
→ Qualifikation: Lexus Nottingham Open 2025/Damen/Qualifikation